# 明智探偵事務所
『明智探偵事務所』（あけちたんていじむしょ）は、1972年に日本放送協会で制作され、NHK総合テレビジョンで放映されたテレビドラマである。

## 解説
本作は江戸川乱歩が創り出した探偵・明智小五郎を主人公とし、サブタイトルに『江戸川乱歩全集』と銘打っていたように、明智が登場する作品を中心として乱歩の小説をテレビドラマ化したものである。
本作はNHK大阪放送局制作であったため、関西エリアが物語の舞台となっていた。また人物設定は乱歩の原作とかなり変え、少年探偵団は全く出てこないものの、少年探偵団のリーダーである小林芳雄を青年にして登場させた。物語を放映当時（1972年）の時代設定に合わせて制作したため、当時流行したゴーゴー喫茶が登場する場面があったという。
本作は当初、1973年3月までの1年間放送予定であったが、毎回1回完結での撮影が続いて出演者の消耗度が著しかったため、また視聴率も一桁が続いて伸び悩み、視聴者からも「底が浅い」「ストーリー構成が単純でネタがすぐ割れる」と苦情が相次いだことで、当時の放送総局長の坂本朝一もこれについて「視聴者のご意向を汲む」とコメントして半年で制作・放映を打ち切らざるを得なかったというエピソードがある。なお主演の夏木陽介は2018年に逝去したが、生前のいくつかのインタビューに答えて当時の制作状況を語っている。夏木が語るところによれば、脚本の仕上がりが遅くセリフの意味が通じない箇所があった。また脚本の福田善之がリハーサルに同席して、演出家が何も言っていないのにNGをだしてきたため、「演出家の言うことしか聞かない」と言い返した。ある時、脚本の意味の通じないところがあり、演出家に直接伝えておいた。ところがリハーサルの時にも直っておらず、あまりのいい加減さにあきれてしまい台本で軽く演出家の頭を叩いたところ手元が狂って頭を直撃してしまい一瞬にして撮影現場が緊張した。夏木は「降板する」と宣言し、そうした事情から半年で終了したという。夏木は、「若気の至りだった」と反省しながらも、「撮影スケジュールが厳しいことは分かっていたはずだから、俳優のテンションが上がるように工夫してもらいたかった」とも述べている。

## 主要キャスト
- 明智小五郎：夏木陽介
- 小林青年（小林芳雄）：斎穏寺忠雄
- タカシ：萩原健一
- ドンキー：佐藤蛾次郎
- 詩人：高橋長英
- 吉川文代：田村奈巳
- ジロー：六人部健市
- 野々村一平（怪人二十面相？）：米倉斉加年[2]
- ユッコ：麻田ルミ
- 川手妙子：冨田良子（第10話から登場）

## 放送回
| 放送日    | 話数 | サブタイトル         | 原作                        | ゲスト                                   |
| --------- | ---- | -------------------- | --------------------------- | ---------------------------------------- |
| 1972.4.3  | 1    | すりかえ大作戦       | 黒蜥蜴                      | 倍賞美津子                               |
| 1972.4.10 | 2    | 親なし犬             | 怪人二十面相                | 村上冬樹、沢まき子                       |
| 1972.4.17 | 3    | 十字路               | 十字路                      | 根上淳、佐々木すみ江、森秋子             |
| 1972.4.24 | 4    | 人殺し夢の酔醒め     | 二癈人                      | 谷啓、賀川雪絵                           |
| 1972.5.1  | 5    | 望郷怨歌             | 妖虫                        | 大滝秀治、竹下景子、永野達雄             |
| 1972.5.8  | 6    | 遥かなる天女の栖     | 畸形の天女                  | 中山麻理、渡辺文雄                       |
| 1972.5.15 | 7    | 二十七年の履歴書     | なし                        | 井原千寿子、加東大介、南風洋子           |
| 1972.5.22 | 8    | 倭文子・その愛       | 吸血鬼                      | 原泉、甲にしき、楠年明                   |
| 1972.5.29 | 9    | うらおもて心理試験   | 心理試験 指環 D坂の殺人事件 | 吉行和子                                 |
| 1972.6.5  | 10   | 呪われた手紙         | 悪魔の紋章                  | 河野秋武、久万里由香                     |
| 1972.6.12 | 11   | 三文王子の暗殺ロック | なし                        | 人見明、松崎真                           |
| 1972.6.19 | 12   | 花を枯らしたのは誰   | 幽霊                        | 加茂さくら、西沢利明、池田英子、早崎文司 |
| 1972.6.26 | 13   | ジョーカーを引いた男 | ぺてん師と空気男            | 西村晃、赤座美代子                       |
| 1972.7.3  | 14   | 二十面相只今参上     | 堀越捜査一課長殿            | 吉行和子、桂麻紀                         |
| 1972.7.10 | 15   | 夏の恋               | 陰獣                        | 伊藤孝雄、鰐淵晴子                       |
| 1972.7.17 | 16   | かみかけて命大切     | 原作不詳                    | 曾我廼家五郎八、市毛良枝、藤山直子       |
| 1972.7.24 | 17   | 湖畔亭殺人事件       | 湖畔亭事件                  | 財津一郎、池田幸路                       |
| 1972.7.31 | 18   | 誰がために探偵はある | 一寸法師                    | 原保美、弓恵子、土方弘                   |
| 1972.8.7  | 19   | 走れ二十面相【前】   | 凶器                        | 北林早苗、吉行和子                       |
| 1972.8.14 | 20   | 走れ二十面相【後】   | 凶器                        | 北林早苗、吉行和子                       |
| 1972.8.21 | 21   | 二十面相の母         | 原作不詳                    | 清川虹子、茶川一郎                       |
| 1972.9.11 | 22   | 塔は見ていた【前】   | 幽鬼の塔                    | 佐藤友美、下条正巳、陶隆、信欽三         |
| 1972.9.18 | 23   | 塔は見ていた【後】   | 幽鬼の塔                    | 佐藤友美、下条正巳、陶隆、信欽三         |
| 1972.10.2 | 24   | 月と手袋             | 月と手袋                    | 井上孝雄、松木路子                       |
| 1972.10.9 | 25   | さらば青年探偵団     | 押絵と旅する男              | 伴淳三郎、中山麻理、戸浦六宏             |

※ 途中、第20回夏季オリンピックミュンヘン大会中継（1972年8月28日、9月4日）のために2回、日中首脳会談関係の報道特別番組（9月25日）のために1回と合計3回放送休止措置がとられた時あり。

## 映像の状況
1972年当時、番組制作用のVTRが2インチ規格で機器・テープ共に高価格だったために放送終了ごとに別番組制作・収録で使い回されたことや、その当時は放送局自体に映像の記録・保存の概念が薄かったこともあり、NHKには『明智探偵事務所』の映像は現存していないとされる。